# Bánh cá
Bánh cá hải sản là món ăn truyền thống của người Anh thường được làm từ các loại cá trắng hun khói. Món ăn được chế biến cùng với xốt béchamel hoặc xốt pho mát Cheddar còn cá thì được luộc qua sữa. Tôm thương phẩm và trứng luộc cũng là những nguyên liệu phổ biến được thêm vào.

## Món bánh cá hoàng gia
Món hải sản truyền thống này đã có từ thời vua Henry I lên ngôi năm 1100. Khi đó các đầu bếp đã cán tròn vỏ chiếc bánh cá mút đá vào dịp lễ Giáng sinh hàng năm. Một truyền thống riêng vào Mùa Chay là yêu cầu các đầu bếp vùng Yarmouth gửi tới nhà vua 2 tá bánh chứa 100 con cá trích.
Những món quà theo phong tục thường có cá trong vỏ bánh rất thịnh hành vào năm 1530. Trước đây ở Llanthony, Gloucester, có lươn nướng và cá chép trong món bánh cho Henry VIII. Cách trình bày của món bánh lươn hoàng gia vẫn giữ nguyên đến năm 1752, khi những người thợ làm bánh gửi tới Hoàng tử xứ Wales và một lần nữa dưới thời Victoria của Anh trị vì.

## Thư viện ảnh

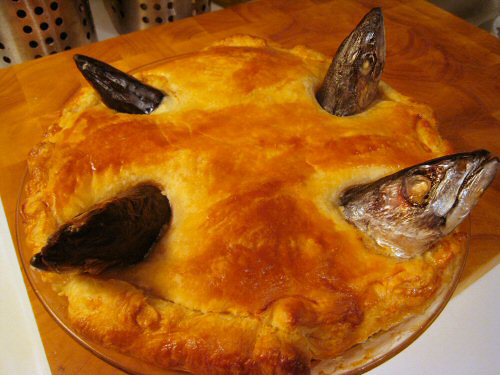
Bánh stargazy là món bánh truyền thống ở Cornwall có các đầu cá mòi nhô lên khỏi lớp vỏ bánh
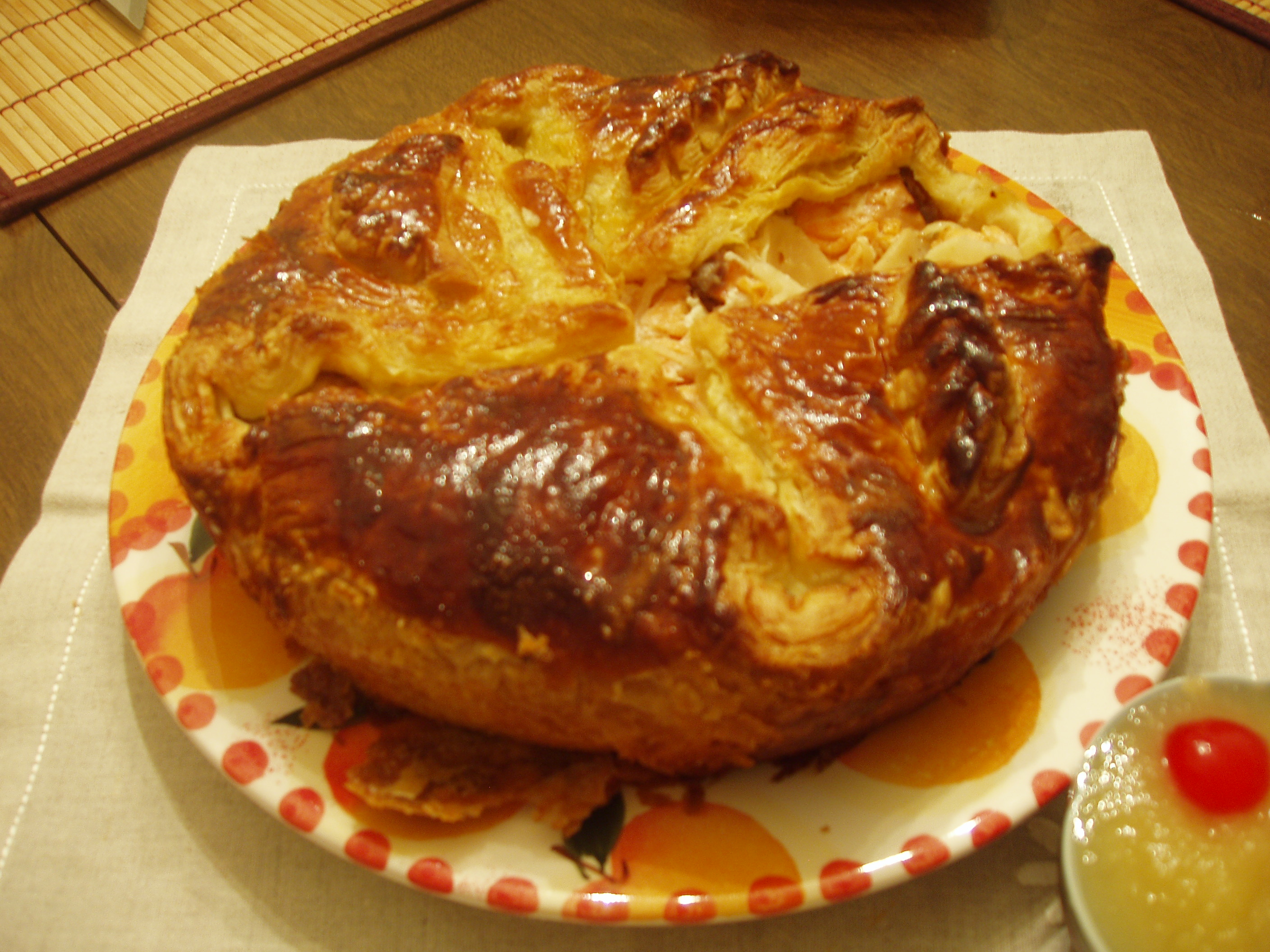
Bánh cá cũng phổ biến tại một số nơi ở Nga
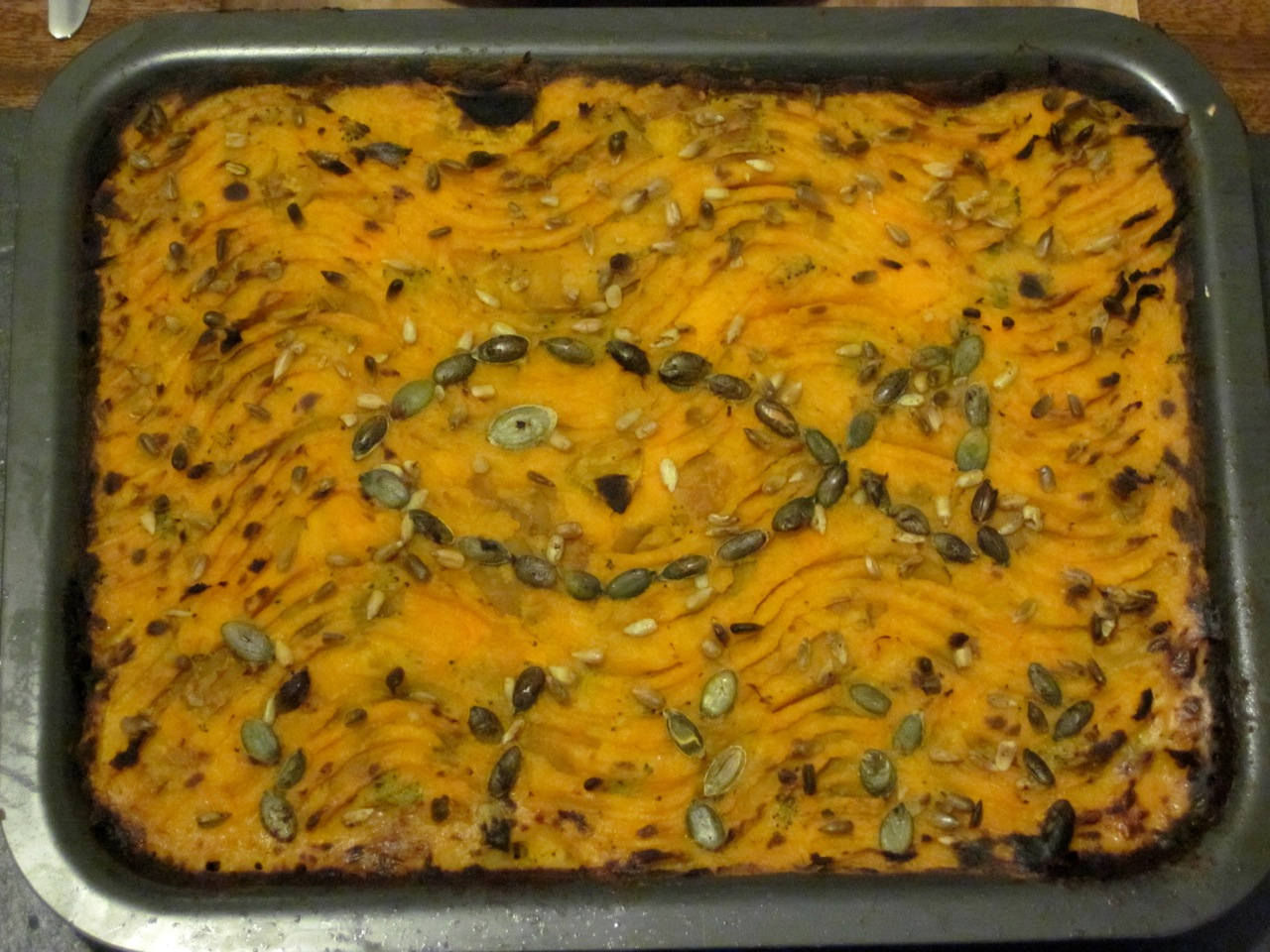
Bánh cá có thêm khoai lang